# Maksim Trankov
Maksim Leonidovitsj Trankov (Russisch: Макси́м Леони́дович Транько́в; Perm, 7 oktober 1983) is een Russisch voormalig kunstschaatser. Trankov en zijn partner Tatjana Volosozjar, met wie hij tevens gehuwd is, werden in 2014 olympisch kampioen bij de paren en bij de landenwedstrijd. Ze werden daarnaast in 2013 wereldkampioen en zijn viervoudig Europees kampioen. Trankov schaatste eerder met Maria Moechortova (2003-2010).

## Biografie

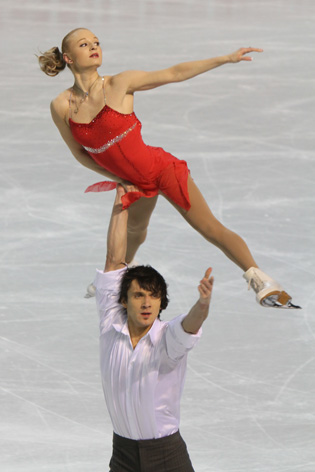
Trankov en Moechortova (2010)

Trankov is een zoon van sportieve ouders. Zijn moeder was atlete en zijn vader was actief in de paardensport. Eind 1987 zette hij, gestimuleerd door zijn ouders, zijn eerste stappen op het ijs. Trankov stapte op elfjarige leeftijd over naar het paarrijden. De eerste jaren schaatste hij met, achtereenvolgens, Olesya Korchagina, Ksenia Vasilieva en Irina Bogomolova. Van 1999 tot 2002 was Trankov's schaatspartner vervolgens Irina Oelanova, dochter van kunstschaatsers Aleksej Oelanov en Ljoedmila Smirnova. Met Oelanova werd hij vijfde op de Russische nationale kampioenschappen voor junioren. In de periode daarna trainde hij een jaar met Natalja Sjestakova.
Zijn eerste internationale successen behaalde hij met Maria Moechortova, met wie hij van 2003 tot en met 2010 schaatste. Zo werden Moechortova en Trankov in 2005 wereldkampioen bij de junioren. Daarnaast wonnen de twee zilver bij de EK 2008 en brons bij de EK 2009 en 2010. Hun beste prestatie bij de WK was een vierde plaats in 2010. Ze namen in hetzelfde jaar deel aan de Olympische Winterspelen in Vancouver en werden daar zevende. Na de WK 2010 besloten Moechortova en Trankov niet met elkaar verder te gaan.
Trankov vormde vanaf mei 2010 een paar met de Oekraïense Tatjana Volosozjar. Samen wonnen ze goud bij de Europese kampioenschappen van 2012, 2013, 2014 en de wereldkampioenschappen van 2013. Ze veroverden ook twee gouden medailles (bij de paren- en de teamwedstrijd) tijdens de Olympische Spelen in het Russische Sotsji. Na de Olympische Spelen lasten ze een pauze in, vanwege een schouderoperatie die Trankov moest ondergaan. Volosozjar en Trankov hadden ondertussen een relatie gekregen en huwden op 18 augustus 2015. In 2016 maakten ze een comeback en veroverden voor de vierde keer de Europese titel. Vanwege Volosozjars zwangerschap sloegen de twee ook het seizoen 2016/17 over. Zij beviel in februari 2017 van een dochter.
De schaatsers bevestigden in september 2018 dat ze definitief waren gestopt. Vervolgens gaven ze onder meer schaatsdemonstraties in shows als Dancing on Ice. De twee kregen in mei 2021 hun tweede kind, een zoon.

## Persoonlijke records
Moechortova/Trankov
| records             | punten | datum      | toernooi |
| ------------------- | ------ | ---------- | -------- |
| Hoogste totaalscore | 202.03 | 20-01-2010 | EK       |
| Hoogste korte kür   | 073.54 | 19-01-2010 | EK       |
| Hoogste vrije kür   | 128.57 | 05-12-2009 | GP Final |

Volosozjar/Trankov
| records             | punten | datum      | toernooi      |
| ------------------- | ------ | ---------- | ------------- |
| Hoogste totaalscore | 237.71 | 20-10-2013 | Skate America |
| Hoogste korte kür   | 084.17 | 11-02-2014 | OS            |
| Hoogste vrije kür   | 154.66 | 20-10-2013 | Skate America |

## Belangrijke resultaten
2003-2010 met Maria Moechortova, 2010-2016 met Tatjana Volosozjar
| Kampioenschap            | 03/04 | 04/05  | 05/06         | 06/07         | 07/08         | 08/09         | 09/10         |               | 10/11         | 11/12         | 12/13         | 13/14         | 14/15         | 15/16         | 16/17         |
| ------------------------ | ----- | ------ | ------------- | ------------- | ------------- | ------------- | ------------- | ------------- | ------------- | ------------- | ------------- | ------------- | ------------- | ------------- | ------------- |
| Olympische Spelen        |       |        |               |               |               |               | 7e            |               |               |               | · (team)      |               |               |               |               |
| Wereldkampioenschap      |       |        | 12e           | 11e           | 7e            | 5e            | 4e            | Zilver        | Zilver        | Goud          |               |               | 6e            |               |               |
| Europees kampioenschap   |       |        |               |               | Zilver        | Brons         | Brons         |               | Goud          | Goud          | Goud          |               | Goud          |               |               |
| Grand Prix-finale        |       |        |               |               |               | 6e            | 4e            |               | Zilver        | Goud          | Zilver        |               |               |               |               |
| Nationaal kampioenschap  |       | t.z.t. | Brons         | Goud          | Zilver        | Zilver        | Zilver        | Goud          |               | Goud          |               | t.z.t.        | Goud          | t.z.t.        |               |
| WK junioren              | Brons | Goud   | geen deelname | geen deelname | geen deelname | geen deelname | geen deelname | geen deelname | geen deelname | geen deelname | geen deelname | geen deelname | geen deelname | geen deelname | geen deelname |
| Junior Grand Prix-finale | Brons | Goud   | geen deelname | geen deelname | geen deelname | geen deelname | geen deelname | geen deelname | geen deelname | geen deelname | geen deelname | geen deelname | geen deelname | geen deelname | geen deelname |
| NK junioren              | Goud  |        | geen deelname | geen deelname | geen deelname | geen deelname | geen deelname | geen deelname | geen deelname | geen deelname | geen deelname | geen deelname | geen deelname | geen deelname | geen deelname |

1908: Anna Hübler / Heinrich Burger ·
1920: Ludovika Jakobsson / Walter Jakobsson ·
1924: Helene Engelmann / Alfred Berger ·
1928: Andrée Joly / Pierre Brunet ·
1932: Andrée Brunet / Pierre Brunet ·
1936: Maxi Herber / Ernst Baier ·
1948: Micheline Lannoy / Pierre Baugniet ·
1952: Ria Baran / Paul Falk ·
1956: Sissy Schwarz / Kurt Oppelt ·
1960: Barbara Wagner / Robert Paul ·
1964: Ljoedmila Belooesova / Oleg Protopopov ·
1968: Ljoedmila Belooesova / Oleg Protopopov ·
1972: Irina Rodnina / Aleksej Oelanov ·
1976: Irina Rodnina / Aleksandr Zajtsev ·
1980: Irina Rodnina / Aleksandr Zajtsev ·
1984: Jelena Valova / Oleg Vasiljev ·
1988: Jekaterina Gordejeva / Sergej Grinkov ·
1992: Natalja Misjkoetjonok / Artoer Dmitrijev ·
1994: Jekaterina Gordejeva / Sergej Grinkov ·
1998: Oksana Kazakova / Artoer Dmitrijev ·
2002: Jelena Berezjnaja / Anton Sicharoelidze en Jamie Salé / David Pelletier ·
2006: Tatjana Totmjanina / Maksim Marinin ·
2010: Shen Xue / Zhao Hongbo ·
2014: Tatjana Volosozjar / Maksim Trankov ·
2018: Aliona Savchenko / Bruno Massot ·
2022: Sui Wenjing / Han Cong
2014: Pljoesjtsjenko, Lipnitskaja, Volosozjar/Trankov, Stolbova/Klimov, Bobrova/Solovjov, Ilinych/Katsalapov ·
2018: Chan, Osmond, Daleman, Duhamel/Radford, Virtue/Moir ·
2022: Chen, Zhou, Chen, Knierim/Frazier, Hubbell/Donohue, Chock/Bates